# Список плазунів Канади
Це список плазунів, що трапляються на території Канади. Герпетофауна Канади включає 49 видів плазунів: 27 змій, 7 ящірок та 15 черепах.

## Статус видів
Природоохоронний статус — Червоний список видів, що знаходяться під загрозою МСОП :
- EX  — вимер
- EN  — вимер у дикій природі
- CR  — Critically endangered
- EN  — перебуває під загрозою зникнення
- VU  — уразливий
- NT  — майже під загрозою,
- LC  — найменше занепокоєння
- DD  — недостатні дані
- NE  — не оцінено

(версія 2013.2, дані актуальні станом на 5 березня 2014)

## Ряд лускаті (Squamata)

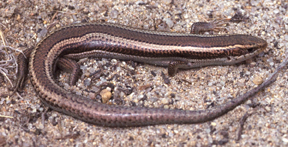
Західний сцинк (Plestiodon skiltonianus skiltonianus) трапляється на півдні Британської Колумбії

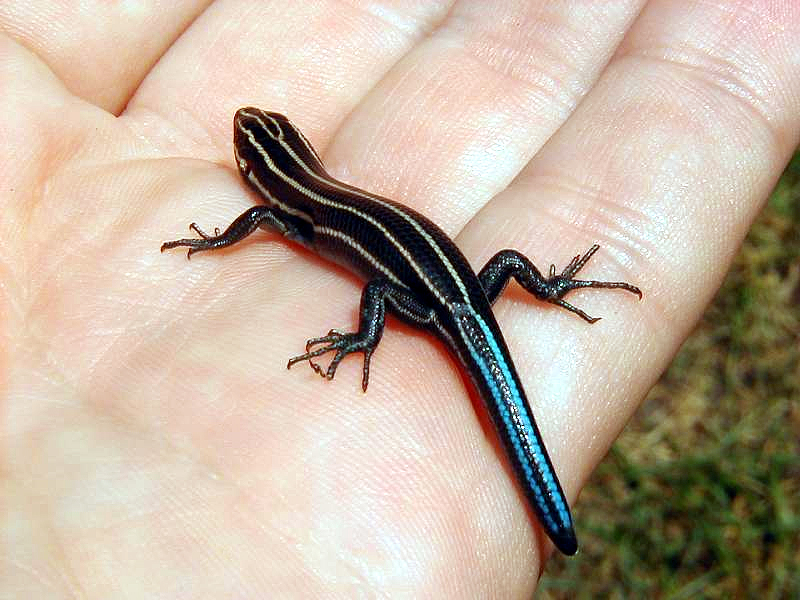
П'ятилінійний сцинк (Plestiodon fasciatus) живе в районі Великих озер в Онтаріо

Із ряду лускатих представлені ящірки та змії (разом 34 види). Немає відомих амфісбен, корінних для Канади.

### Змії (підрядSerpentes)
Змії є найкраще представленою групою рептилій у Канаді з 35 різновидами (види та підвиди) у трьох родинах. Їх можна зустріти в усіх провінціях і територіях, крім Юкону, Нунавута та Ньюфаундленду та Лабрадору .
Родина удавові (Boidae)
- Charina bottae (гумова змія)  LC  — південь Британської Колумбії, але не на острові Ванкувері.

Родина полозові (Colubridae)
- Coluber constrictor foxii  LC  — острів Пелі(інші мови) в Онтаріо;
- Coluber constrictor flaviventris  LC  — південь Саскачевана;
- Coluber constrictor mormon  LC  — південь Британської Колумбії;
- Contia tenuis (контія звичайна)  LC  — острів Ванкувер;
- Diadophis punctatus edwardsii  LC  — південно-східний Онтаріо, південний Квебек, більша частина Нью-Брансвіка та Нова Шотландія;
- Hypsiglena torquata  LC  — крайня південно-центральна Британська Колумбія;
- Heterodon nasicus nasicus (вуж свиноносий)  LC  — південно-східна Альберта, південний Саскачеван і південно-західна Манітоба;
- Heterodon platirhinos (вуж пласконосий)  LC  — південно-західне Онтаріо;
- Lampropeltis triangulum (молочна змія) — південний Онтаріо, південний Квебек;
- Nerodia sipedon insularum  LC  — острови в західній частині озера Ері;
- Nerodia sipedon sipedon (американський вуж північний)  LC  — південний і центральний Онтаріо, південний Квебек;
- Opheodrys vernalis (трав'яний вуж гладкий)  LC  — південно-східний Саскачеван, південна Манітоба, центральний і південний Онтаріо, південний Квебек, більша частина Нью-Брансвіка, Нова Шотландія та Острів Принца Едварда;
- Pantherophis gloydi (полоз-лисиця)  NT  — південний захід Онтаріо;
- Pantherophis obsoleta obsoleta (полоз щурячий)  LC  — південь Онтаріо;
- Pantherophis spiloides (полоз щурячий сірий) — південний схід Онтаріо;
- Pituophis catenifer deserticola  LC  — південно-центральна Британська Колумбія;
- Pituophis catenifer sayi  LC  — південна Альберта і південний Саскачеван;
- Regina septemvittata  LC  — південно-західне Онтаріо;
- Storeria dekayi (сторерія Декея)  LC  — південний Онтаріо, південний Квебек;
- Storeria occipitomaculata occipitomaculata  LC  — південно-східний Саскачеван, південна Манітоба, південно-західний і південно-східний Онтаріо, південний Квебек, більша частина Нью-Брансвіка, Нова Шотландія та острів Принца Едуарда;
- Thamnophis butleri  LC  — південно-західний Онтаріо;
- Thamnophis elegans vagrans (підв'язкова змія витончена)  LC  — більша частина Британської Колумбії, більша частина Альберти, південно-західний Саскачеван і, можливо, долина річки Ліард на південному заході Північно-Західних територій;
- Thamnophis ordinoides  LC  — південно-західна Британська Колумбія, включаючи острів Ванкувер;
- Thamnophis radix haydeni (підв'язкова змія рівнинна)  LC  — східна Альберта, південний Саскачеван і південно-західна Манітоба;
- Thamnophis saurita septentrionalis (підв'язкова змія північна)  LC  — івденне Онтаріо та південний захід Нової Шотландії;
- Thamnophis sirtalis fitchi LC  — центральна материкова частина Британської Колумбії майже до кордону Юкону та північна частина острова Ванкувер;
- Thamnophis sirtalis pallidulus  LC  — південна половина Квебеку, більша частина Нью-Брансвіку, Нова Шотландія та острів Принца Едуарда;
- Thamnophis sirtalis parietalis  LC  — східні рівнини Британської Колумбії, більша частина Альберти, крайні південні північно-західні території навколо регіону Форт-Сміт, більша частина Саскачевану, південна половина Манітоба і північний захід Онтаріо;
- Thamnophis sirtalis pickeringi LC  — південно-західний куточок Британської Колумбії, включаючи південний острів Ванкувер;
- Thamnophis sirtalis sirtalis (підв'язкова змія звичайна)  LC  — більша частина Онтаріо і Квебеку, і південно-східна частина Манітоби.

Родина гадюкові (Viperidae)
- Crotalus horridus (гримучник лісовий)  LC  — історично був поширений на півдні Онтаріо та Квебека, винищений;
- Crotalus oreganus oreganus  LC  — південь Британської Колумбії;
- Crotalus viridis viridis (гримучник зелений)  LC  — південь Альберти, південний захід Саскачевана;
- Sistrurus catenatus (карликоий гримучник)  LC  — півострів Брюс і деякі частини південно-західного Онтаріо.

### Ящірки (підрядLacertilia)
Різноманітність ящірок у Канаді низька, з шістьма місцевими видами та одним інтродукованим видом:
Родина веретільницеві (Anguidae)
- Elgaria coerulea principis (північна крокодилова ящірка)  LC  — південна Британська Колумбія, включаючи більшу частину острова Ванкувер;

Родина сцинкові (Scincidae)
- Західний сцинк (західний сцинк)  LC  — південні внутрішні райони Британської Колумбії;
- П'ятилінійний сцинк (п'ятилинійний сцинк)  LC  — південне Онтаріо;
- Plestiodon septentrionalis septentrionalis (прерійний сцинк)  LC  — південно-західна Манітоба;

Родина фринозомові (Phrynosomatidae)
- Phrynosoma douglasii (фринозома Дугласа)  LC  — крайня південно-центральна Британська Колумбія;
- Phrynosoma hernandesi (короткорога ящірка)  LC  — крайній південний схід Альберти та південний Саскачеван;

Родина ящіркові (Lacertidae)
- Podarcis muralis (ящірка мурова) — інтродукований; південно-східний острів Ванкувер, острів Денман, поодинокі записи у Ванкувері, Саммерленді та Осуюсі, але немає популяцій на материку Британської Колумбії.

## Ряд черепахи (Testudines)
З ряду Testudines прісноводні черепахи поширені в усіх провінціях Канади, за винятком Ньюфаундленду та Лабрадору, біля берегів якого є морські черепахи, як і біля Британської Колумбії.

### Сухопутні та прісноводні черепахи
Родина прісноводні черепахи (Emydidae).
- Actinemys marmorata (західна прісноводна черепаха)  VU  винищена;
- Chrysemys picta (розписна черепаха)  LC
- Clemmys guttata (плямиста черепаха)  EN
- Emydoidea blandingii (черепаха Бландінга)  EN
- Glyptemys insculpta (лісова черепаха)  EN
- Graptemys geographica (черепаха географічна)  LC
- Terrapene carolina (каролінська коробкова черепаха)  VU  винищена[1][2]

Родина трикігтеві черепахи (Trionychidae)
- Apalone spinifera (американський трионікс колючий)  LC

Родина кайманові черепахи (Chelydridae)
- Chelydra serpentina (кайманова черепаха)  LC

Родина мулові черепахи (Kinosternidae)
- Sternotherus odoratus (мускусна черепаха)  LC

### Морські черепахи
- Caretta caretta (довгоголова морська черепаха)  EN
- Chelonia mydas (зелена морська черепаха)  EN
- Dermochelys coriacea (шкіряста морська черепаха)  VU
- Lepidochelys kempii (морська черепаха Кемпа)  CR
- Lepidochelys olivacea (оливкова морська черепаха)  VU